# Xutuli
El xutuli (en asamés: সুতুলী) es un instrumento musical utilizado durante el festival Rongali Bihu en Assam, India. Puede estar hecho de arcilla o del extremo inferior de un árbol de bambú que queda después de que la parte principal se caiga o se corte (en asamés: বাহঁৰ মূঢ়া). Los detalles sobre este instrumento musical están disponibles en xobdo.

## Descripción
El instrumento tiene forma de media luna. Se cree que inicialmente los instrumentos de este tipo se desarrollaron a partir de las cáscaras duras de frutas como el coco, y luego se hicieron formas similares con arcilla de alfarero. Estos instrumentos imitan los sonidos de los animales y los pájaros y producen un sonido similar al de una flauta. En la antigua China, un instrumento similar se llamaba Xun.

## Historia
Se cree que el Xutuli fue traído por los grupos sino-tibetanos, principalmente los Sadiyal Kacharis (Chutias, Deoris, Sonowals, Morans) que trajeron el instrumento junto con ellos desde sus tierras ancestrales. El número de agujeros en el Xutuli de Assam indica que los Sadiyal Kacharis probablemente llegaron desde las llanuras del Huang He antes del 1600 a. C., ya que los Xuns fueron estandarizados con cinco agujeros durante la dinastía Shang.
Por la forma y el sonido del Xutuli, se puede deducir que este instrumento imita a los pájaros. En la cultura popular de Assam, la gente cree que el sonido de Xutuli invita a la lluvia. El sonido de Xutuli también se asocia como el símbolo de los ermitaños respetables, de las damas en pena o de los héroes al final de su fuerza.

## Uso
En el Bohag Bihu, el Xutuli tiene una importancia propia. Inicialmente, los vaqueros (Ggorokhiya lora) utilizaban el Xutuli como juguete, por su facilidad de construcción. El Xutuli lo tocan tanto niños como niñas en el Bihu, pero lo más importante es que el Xutuli es una parte indispensable de los bailes Jeng Bihu y Bihuwati, y lo tocan predominantemente las niñas. Hoy en día se desea que todo Bihuwati sea un consumado intérprete de Xutuli.